# Литовский 5-й уланский полк
5-й уланский Литовский Его Величества Короля Италии Виктора-Эммануила III полк — один из кавалерийских полков Российской императорской армии. С 1875 по 1918 год входил в состав 5-й кавалерийской дивизии.
Старшинство полка — с 1803 года.
Полковой праздник — Св. Троица.

## Предыстория
В XVIII веке в войске Речи Посполитой насчитывалось несколько татарских полков. После ликвидации Речи Посполитой татары, привыкшие к военной службе, стали просить о создании особых татарских полков в составе армии Российской империи. Эта просьба была удовлетворена при Павле I. В 1797 году был создан Пинский конный полк в составе 10 эскадронов. В том же году он был переименован в Литовско-Татарский конный полк. В состав полка входили 500 товарищей дворян и 500 вольноопределяющихся из татар и литвинов. Причём, первые содержали и себя, и вторых. 15 сентября 1798 года полку Высочайше пожалованы были 10 знамён, по числу эскадронов, вроде лейб-казачьих, с серебряной бахромой. Знамя первого эскадрона было белое, у остальных девяти — голубые. В 1799 году полк участвовал в Швейцарском походе в составе войск Римского-Корсакова.
В 1803 году полк был разделён на Литовский и Татарский уланские полки. С этого момента начинается история собственно Литовского уланского полка.

## История полка

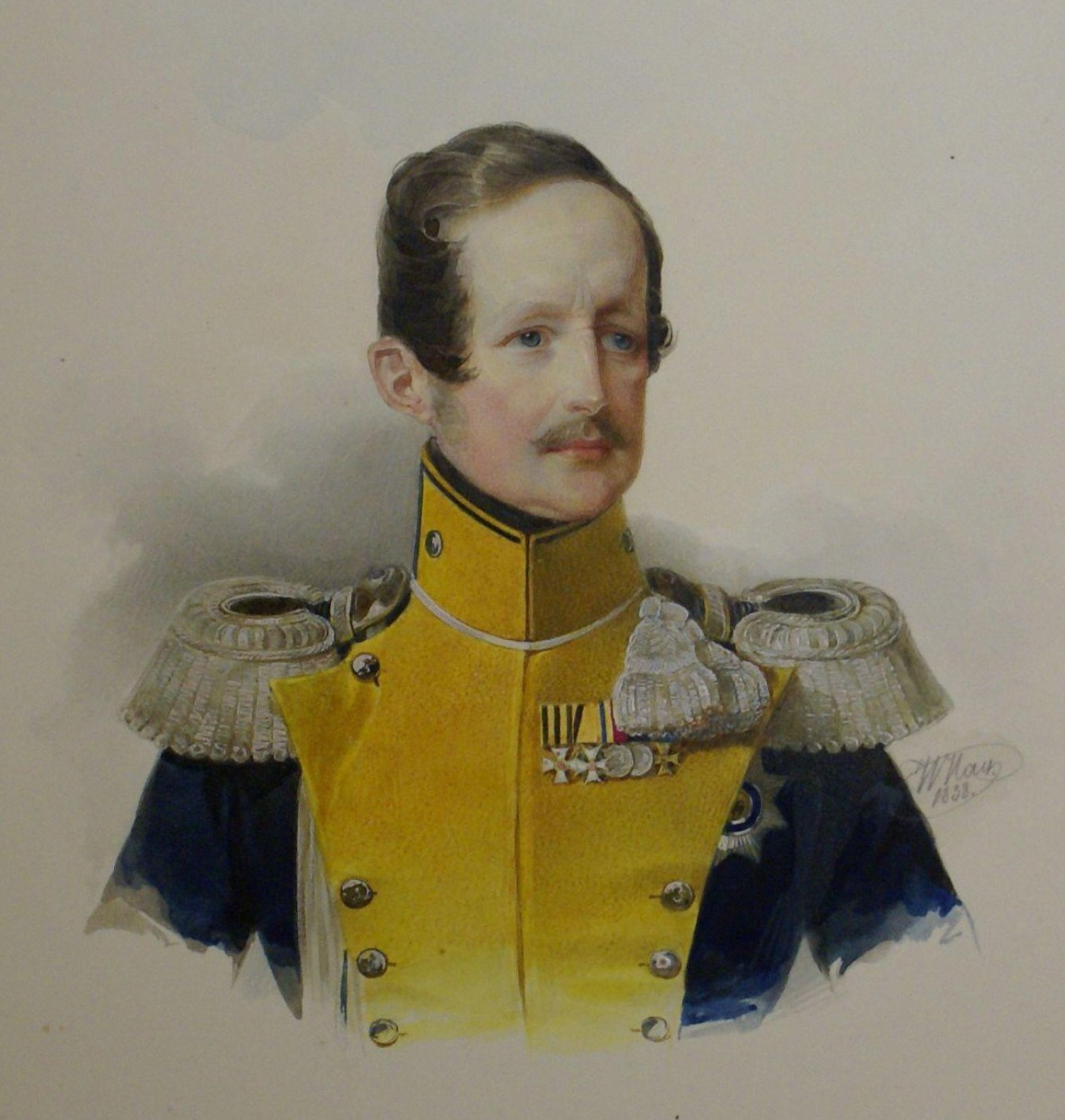
Шеф полка герцог Вильгельм Нассауский в полковой форме, 1838

В 1806 году полк был назначен в корпус Буксгевдена и участвовал в кампании против Наполеона. Боевое крещение получил в сражении при Прейсиш-Эйлау. В ноябре 1807 года был наименован Литовским уланским. В 1809 году в составе корпуса генерала князя Голицына совершил поход в Галицию.
В кампанию 1812 года полк входил в 4-й резервный кавалерийский корпус 2-й Западной армии. Уланы приняли участие в бою под Миром и Романовым, в сражении у стен Смоленска и в Бородинском сражении. После сражения при Бородине полк вошёл в отряд Милорадовича. Участвовал в бою под Малоярославцем и Красным.
Полк принимает участие в подавлении польского восстания 1831 года и усмирении Венгрии в 1849 году. 21 марта 1833 года, после присоединения 3-го дивизиона Северского конно-егерского полка, полк был приведён в состав 8 действующих и 1 резервного эскадрона. 25 декабря 1849 года уланы получили 19 серебряных труб с надписями: «За усмирение Венгрии в 1849 году».
В Крымскую войну полк участвует в осаде Силистрии, затем его перебрасывают в Евпаторию. 18 сентября 1856 года полку было повелено иметь 4 действующих и 2 резервных эскадрона. В 1863 году литовцы приняли участие в усмирении польского мятежа на Волыни и находились в стычках и мелких делах с повстанцами. В этом же году 6-й эскадрон был упразднён, а 5-й выделен в состав 3-й резервной кавалерийской бригады. 25 марта 1864 года к названию полка был присоединён номер «5». 27 июля 1875 года 5-й резервный эскадрон был переименован в запасной.
С воцарением Александра III полк, как и остальные легкоконные полки, был преобразован в драгунский — и название уланского восстановлено только в 1907 году.

## Форма 1914 года
Общеуланская. Мундир, воротник, вицмундир, тулья, выпушка - тёмно-синие, околыш, погоны, лацкан, обшлага, накладка шапки, клапан - воротник, пальто, шинели - алые, металлический прибор - серебряный.

## Шефы
- 08.04.1803 — 07.05.1803 — генерал-майор Гловенский, Касьян Осипович
- 07.05.1803 — 26.07.1809 — генерал-майор князь Голицын, Пётр Александрович
- 26.07.1809 — 14.04.1813 — полковник Тутолмин, Дмитрий Фёдорович
- 11.09.1833 — 23.08.1839 — герцог Нассауский Вильгельм
- 26.08.1839 — 15.02.1895 — эрцгерцог Австрийский Альберт
- 17.08.1861 — 13.11.1861 — генерал от кавалерии барон Оффенберг, Иван Петрович (вторым шефом)
- 02.07.1902 — хх.хх.1918 — Его Величество Король Итальянский Виктор-Эммануил III

## Командиры

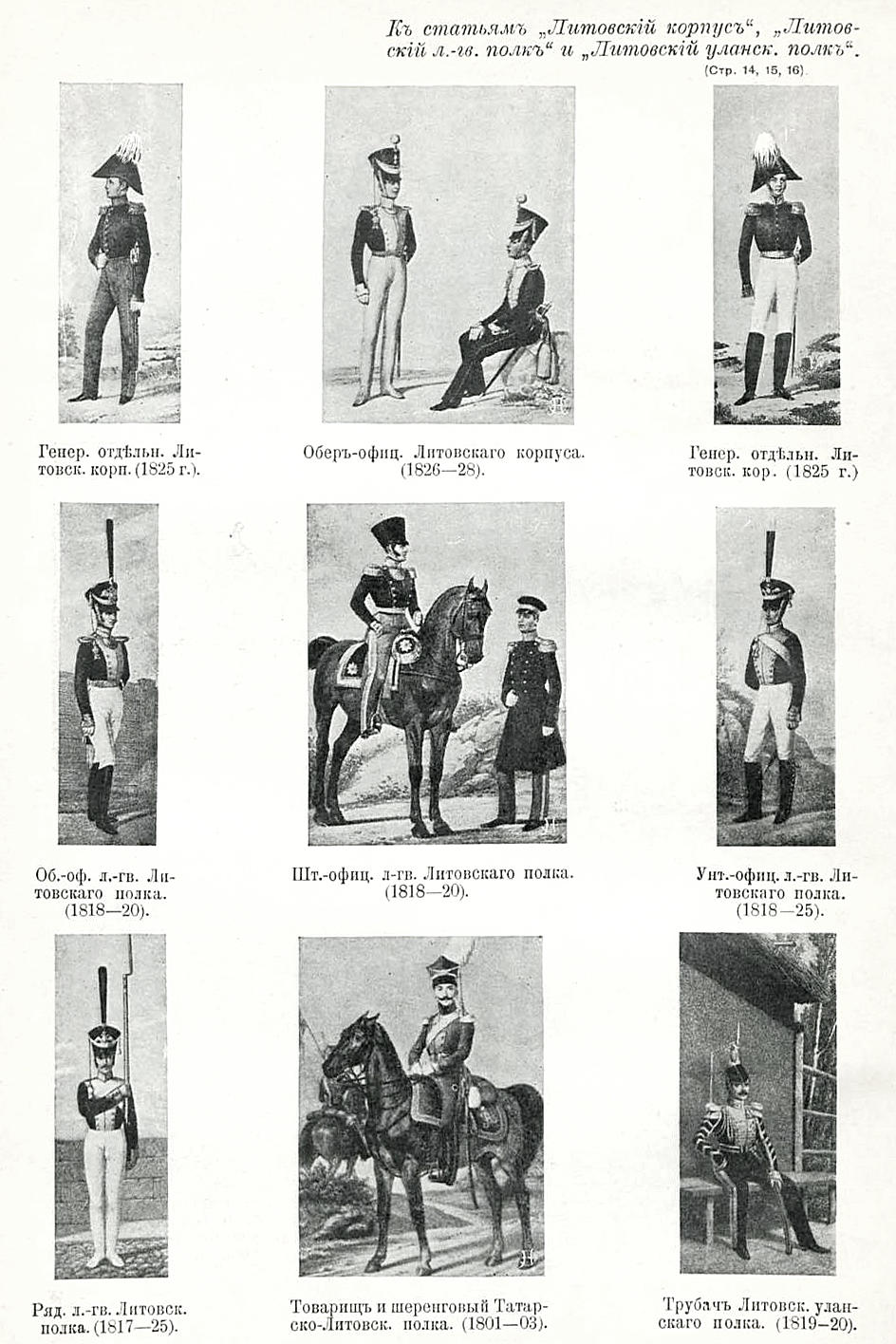
Рис. из «Военной энциклопедии»

С 1803 года по март 1808 года обязанности командира полка исполняли шеф полка.
- 06.03.1808 — 20.12.1808 — подполковник Небольсин, Кирилл Андреевич
- 20.12.1808 — 20.01.1812 — полковник князь Вадбольский, Иван Михайлович
- 05.05.1812 — 01.06.1815 — подполковник Лопатин, Григорий Михайлович
- 01.06.1815 — 01.01.1816 — подполковник Штакельберг, Отто Оттович
- 01.01.1816 — 30.08.1822 — полковник Чеченский, Александр Николаевич
- 06.10.1822 — 01.01.1827 — полковник (с 06.12.1826 генерал-майор) Пенхержевский, Александр Лаврентьевич
- 01.01.1827 — 18.11.1828 — полковник (с 29.09.1828 генерал-майор) Иосилиани, Захар Онисимович
- 18.11.1828 — 25.06.1833 — полковник Дьяков, Павел Николаевич
- 01.07.1833 — 29.07.1833 — полковник Измалков, Иван Степанович
- 29.07.1833 — 18.09.1836 — полковник Вейс, Александр Андреевич

Стела в память о 5-м уланском Литовском полку у УВВИУС (откр. 01.10.2012, Ульяновск).

- Стела в память о 5-м уланском Литовском  полку у УВВИУС (откр. 01.10.2012, Ульяновск).18.09.1836 — 29.05.1843[1] — полковник Пенхержевский, Егор Лаврентьевич
- 29.05.1843 — 09.06.1849[2] — полковник Фриц, Пётр Иванович
- 10.06.1849 — 06.12.1849 — полковник Протопопов, Тихон Иванович
- 06.12.1849 — 13.10.1856  — полковник (с 06.12.1853 генерал-майор) граф Беннигсен, Карл Адамович
- 13.10.1856 — 07.02.1858 — полковник Тарковский, Александр Антонович
- 10.02.1858 — 26.11.1861 — полковник Коведяев, Дормидонт Иванович
- 26.11.1861 — 27.03.1866 — флигель-адъютант полковник барон Дризен, Александр Фёдорович
- 27.03.1866 — 28.03.1871 — флигель-адъютант полковник Клот, Владимир Андреевич
- 07.04.1871 — 01.03.1877 — полковник Новицкий, Николай Дементьевич
- 17.03.1877 — 14.07.1883 — полковник Агаси-бек Авшаров, Александр Александрович
- 14.06.1883 — 21.09.1891 — полковник Криденер, Фёдор Николаевич
- 07.10.1891 — 07.11.1894 — полковник Головачёв, Дмитрий Николаевич
- 11.11.1894 — 13.04.1899 — полковник Хрулёв, Александр Степанович
- 28.04.1899 — 23.03.1904 — полковник Эйхгольц, Александр Рудольфович
- 02.05.1904 — 02.06.1904 — полковник Пятницкий, Николай Петрович
- 18.06.1904 — 09.07.1908 — полковник Рыжов, Пётр Николаевич
- 16.09.1908 — 05.12.1912 — полковник князь Туманов, Константин Александрович
- 13.12.1912 — 14.05.1915 — полковник (с 01.05.1915 генерал-майор) Федотов, Александр Ипполитович
- 19.05.1915 — 16.01.1917 — полковник Сычёв, Константин Иванович
- 08.03.1917 — хх.хх.хххх — полковник Конради, Виктор Викторович

## Знаки отличия
- штандарт с надписью: «1803—1903», с Александровской юбилейной лентой;
- 19 серебряных труб с надписью: «За усмирение Венгрии в 1849 г.»

## Служившие в полку
- Дурова, Надежда Андреевна (1783—1866) — участница Отечественной войны 1812 года.
- Светляков, Анисим Илларионович (1897—1977) — советский военачальник, генерал-майор (1944).
- Фокин, Валентин Иванович (1896—1945) — советский военачальник, полковник (1939).
- князь Ухтомский, Николай Александрович (1895—1953) — один из руководителей Белой эмиграции в Маньчжурии.